# 김은철 (1973년)
김은철(1973년 11월 16일 ~ )은 대한민국의 전 축구 선수이며, 포지션은 미드필더였다.

## 축구인 경력
선수로서의 기록이 거의 남아 있지 않다. 수원 삼성 블루윙즈나 할렐루야 축구단에서 뛰었었다는 것도 감독으로 활동하면서 선수 시절에 대한 설명이 간략히 나와 있는 것을 참고한 것이며 국가대표팀 기록이 남아 있지만 성인 대표팀인지 유소년 대표팀인지 확실하지 않다. 감독으로서의 활동은 매우 활발하게 활동 했으며, 대한민국 연령별 대표팀과 중학교, 고등학교, 대학 축구팀을 모두 지휘했다.

## 참고 자료
- 김은철 감독' "경희중을 축구명문으로 만들겠다"
- 김은철 참관기 AFC U-14 페스티벌에 다녀와서